# BEAT YOUR HEART
「BEAT YOUR HEART」（ビート・ユア・ハート）は、V6の3枚目のシングル。1996年5月29日にavex traxから発売された。

## 解説
前作に続き、オリコンチャート1位を獲得。2作連続での1位となった。
V6のシングル曲では初めて全員にソロパートが設けられた楽曲である。
初回特典として「V6 オリジナルダブルステッカー」封入。1枚目のシールを剥がすと、2枚目のシールが現れるという2枚重ねのステッカーである。

## 収録曲
1. BEAT YOUR HEART [3:47]
作詞：MOTSU・平井森太郎
作曲：Giancarlo Pasquini・Fausto Vargus Guio・Alberto Contini・Sandro Olivia
編曲：Dave Rodgers・Alberto Contini
  - フジテレビ系『アトランタオリンピック女子バレー最終予選』イメージソング
2. STAY GOLD - Coming Century
作詞：只野菜摘
作曲：はたけ
編曲：星野靖彦
3. BEAT YOUR HEART（カラオケ）
4. STAY GOLD（カラオケ）

## 収録アルバム
- 『SINCE 1995 〜 FOREVER』（#1, 2）
  - 両曲ともアルバムバージョンを収録。（#2はメドレーの1曲として収録。）
- 『"HAPPY" Coming Century, 20th Century Forever』（初回限定盤）（#1）
  - メドレーの1曲として収録。
- 『Very best』（#1）
- 『SUPER Very best』（#1）
- 『Very6 BEST』（#1, 2）
  - #1・2は あなたのお名前入りスペシャルBOX盤のみ シングル・バージョンを収録。

## 映像作品
- Film V6 -CLIPS and more- （#1）
- SKY （#2）
- VERY HAPPY!!! （#1）
- LIV6 （#1）
- LOVE&LIFE 〜V6 SUMMER SPECIAL DREAM LIVE 2003〜 （#1）
- 10th Anniversary CONCERT TOUR 2005 "musicmind" （#1）
- V6 LIVE TOUR 2007 Voyager -僕と僕らのあしたへ-（#1）
- V6 LIVE TOUR 2008 VIBES （#1）
- 20th Century LIVE TOUR 2009 HONEY HONEY HONEY/We are Coming Century Boys LIVE Tour 2009 （#2）
- V6 ASIA TOUR 2010 in JAPAN READY?（#1）
- V6 LIVE TOUR 2015 -SINCE 1995〜FOREVER- （#1）
- LIVE TOUR V6 groove（#1）